# Gori
Gori (gruz. გორი) – miasto we wschodniej Gruzji, stolica regionu Wewnętrzna Kartlia.
Miasto leży na północny zachód od Tbilisi u ujścia rzeki Liachwi do rzeki Mtkwari (Kura). Jest administracyjnym, kulturalnym i przemysłowym centrum okręgu o rozwiniętym rolnictwie.
W Gori znajduje się teatr, muzeum historii i sztuki gruzińskiej, uniwersytet i wiele szkół wyższych.
W mieście rozwinął się przemysł precyzyjny, bawełniany, spożywczy oraz drzewny.

## Historia
Nazwa miasta pochodzi od znajdującej się w pobliżu do dzisiaj twierdzy Goris Ciche (pol. „twierdza na górze“), która pod nazwą Tontio była znana od VII wieku. Podczas badań archeologicznych ruin średniowiecznej twierdzy odkryto wcześniejszą, pochodzącą z III w. p.n.e.–II w. p.n.e. Na przełomie XI i XII w., w okresie panowania Dawida Budowniczego, koło twierdzy powstało miasto, które stało się jednym z ważniejszych ośrodków miejskich Gruzji.
W pobliżu Gori znajdują się ruiny XVI-wiecznych umocnień twierdzy Ksanis Ciche, która w czasie najazdu tureckiego miała bronić na gruzińskiej drodze wojennej dostępu do reszty kraju.
W 1818 r. w Gori powstała pierwsza gruzińska wyższa szkoła teologiczna.
Gori jest miejscem urodzenia Józefa Stalina. Dom, w którym się urodził i żył do 1883 r., jest miejscem pamięci – muzeum z eksponatami poświęconymi jego osobie. Do 2010 r., przed miejskim ratuszem stał pomnik Stalina, który dwukrotnie próbowano zburzyć w 1953 i 1988, ale mieszkańcy Gori protestowali.
Pomnik został usunięty w nocy 24 czerwca 2010 roku ku zaskoczeniu mieszkańców miasta.
Gori zostało poważnie zniszczone podczas trzęsienia ziemi w 1920 r.
W sierpniu 2008 miasto było bombardowane przez lotnictwo rosyjskie. Uszkodzeniu lub zniszczeniu uległo wiele budynków.
11 sierpnia Micheil Saakaszwili ujawnił, że siły gruzińskie odparły atak rosyjskich czołgów 5 km od miasta.
Od 13 do 22 sierpnia miasto znajdowało się pod okupacją wojsk rosyjskich.